# 聖ドミニコ学園小学校
聖ドミニコ学園小学校（せいドミニコがくえんしょうがっこう）は、東京都世田谷区岡本に所在する私立小学校である。男女共学。カトリック系のミッションスクール。運営は学校法人聖ドミニコ学園。

## 概要
キリスト教精神に基づく、少人数制（2016年現在、1学年80名・2クラス）の小学校である。岡本静嘉堂緑地などの緑豊かな環境に恵まれた閑静な住宅地に所在する。
同じ敷地に聖ドミニコ学園幼稚園と聖ドミニコ学園中学高等学校を併設している。

## 沿革
- 1954年9月 - 目黒区駒場にて開校。
- 1962年9月 - 現在地に移転。
- 2000年 - 現校舎が竣工[2]。

## 教育
1年生から英語およびフランス語の授業を行っている。これは設立後すぐから行われており、今でこそ、最新の学習指導要領（2018年）により小学校でも全国的に英語の授業が行われるようになったが、それまでは珍しかった。
専科制を特徴としており、1年生の国語・算数・生活以外はほぼすべて、担任以外の教員が授業を行う。これにより、児童は幼いうちから様々な教員の授業を受けることで様々な世界を知ることができると同時に、それぞれの教員も、自分が専門と定めた科目のみ探求することができ、さらにクラスの担任を務める教員は自分の担当科目以外の時間は授業準備など他の業務を行えるようになっている。（教員の働き方改革が謳われる近年だが、これを初期から行っていた学校は少ない。）
また、キリスト教の聖書や、さまざまな映像資料などをもとにキリスト教の精神を学ぶ「宗教」が1年生から毎週あり、朝礼や終礼、食前食後にもお祈りをするが、これは児童にキリスト教の信仰を強制するものではない。

## 進路
聖ドミニコ学園中学校に内部進学する女子生徒の割合は、年ごとに違うがおよそ8割であり、外部受験も可能。男子は系列の中学校がないため、全員外部進学する。

## 交通

### 保護者の送迎
校内に駐車スペースがあり、保護者も利用できる。

### 路線バス
- 東急バス <玉31> 系統（二子玉川駅～成城学園前駅）「岡本もみじが丘」停留所下車 徒歩2分

### スクールバス
次の各駅方面からスクールバスを運行している。
- 用賀駅
- 成城学園前駅
- 上野毛駅→二子玉川駅（2024年度より変更）